# 谷口慎一郎
谷口 慎一郎（たにぐち しんいちろう、1980年 - ）は、NHKのアナウンサー。

## 人物
福岡県福岡市出身。福岡県立修猷館高等学校を経て、広島大学教育学部を卒業後、2003年（平成15年）4月に入局。
中学、高校時代にブラスバンド部に所属。担当楽器はチューバ。ブラスのひびきを視聴したことをきっかけにアナウンサーを目指す。
また学生時代は予備校の講師をしていた。
初任地は富山放送局。2007年に佐賀放送局、2011年に奈良放送局、2015年に松山放送局、2019年に高松放送局、2024年4月に東京アナウンス室へ異動。
2024年4月から『NHKきょうのニュース』（ラジオ・土日祝）および『明日をまもるナビ』（ナレーション）担当となることが同年2月14日に発表された。

## 現在の担当番組
- ラジオ正午ニュース（土日祝・キャスター：2024年4月6日 - ）
- NHKきょうのニュース（土日祝・19時台キャスター：2024年4月6日[4] - ）
- 明日をまもるナビ（ナレーション：2024年4月[4] - ）
- 出川哲朗のクイズほぉ〜スクール（ナレーション：2025年4月 - ）
- 先人たちの底力 知恵泉（ナレーション：2025年4月 - ）
- SWITCHインタビュー 達人達（ナレーション：2025年4月 - ）

## 過去の担当番組
富山放送局時代
- 富山県のニュース・中継・リポート[5]
- イブニングアクセス富山（キャスター代行など）
- スポーツ中継
- ニュースとやま845

佐賀放送局時代
- 佐賀県のニュース・中継・リポート
- おはよう佐賀

奈良放送局時代
- ならナビ（キャスター：2011年4月4日 - 2015年3月27日）
- 奈良県のニュース
- ひるブラ（2011年6月15日、2014年6月16日、17日）
- うまいッ!「とろける甘さ!御所柿〜奈良 御所市〜」（2012年11月18日）
- あさイチ（2012年6月28日） - 「JAPA-NAVI　奈良・明日香」ナビゲーター
- 鑑真に挑む〜最高峰の肖像彫刻 誕生の謎〜
- なら845

松山放送局時代
- おはようえひめ（キャスター：2017年4月3日 - 2019年2月22日）
- ひめポン!（不定期・小澤康喬のキャスター代行など）
- 愛媛県・四国地方のニュース[6]
- テレビ・ラジオのコールサイン読み上げ
- ら♪ら♪ら♪ラジオです ラジオ3局合同特別番組 みんなで高める防災力（2018年3月9日）
- うまいッ!「やわらかジューシー　松山長なす〜愛媛県〜」（2016年9月25日）
- インタビューここから
- Nスペ5mini
- 四国を読む（不定期、高松放送局在籍中も引き続き担当）
- えひめ845

高松放送局時代
- 香川県のニュース・中継・リポート
- まんで香川きっきょん!?（キャスター→不定期）
- 845かがわ→ゆう6かがわ845
- 前園真聖 四国ともたび（ゆう6かがわ内にあるコーナーのナレーション、2024年4月15日放送分まで）
- ゆう6かがわ（不定期・五味哲太のキャスター代行など）[7]
- 四国を読む（2019年4月30日）
- マイあさ!（2021年9月6日 - 2021年9月10日）本来の担当である三橋大樹のニュースリーダー代行、（2023年7月31日 - 2023年8月4日）本来の担当である野村正育が夏季休暇になった事による代理
- NHKきょうのニュース [8]（2022年8月15日 - 19日）本来の担当である野村正育のキャスター代理（※正午のニュースも担当）

東京アナウンス室時代
- 長崎県のニュース（長崎放送局への応援）（2024年12月9日 - 10日）
- NHKジャーナル（2025年1月16日、阪神・淡路大震災関連取材で不在の野村優夫に代わるメインキャスター出演）